# Linda Fruhvirtová
Linda Fruhvirtová (født 1. maj 2005 i Prag, Tjekkiet) er en professionel tennisspiller fra Tjekkiet.